# نهر جونو
نهر جونو هو نهر فيوردلاند والذي يقع في نيوزيلندا. ترتفع مياه النهر غرب بحيرة شيرلي وتتدفق غربا إلى بحر تسمان بين كاسويل ساوند وتشارلز ساوند.